# Phyllopodopsyllus aegypticus
Phyllopodopsyllus aegypticus is een eenoogkreeftjessoort uit de familie van de Tetragonicipitidae. De wetenschappelijke naam van de soort is voor het eerst geldig gepubliceerd in 1944 door Nicholls.